# Vinska Gorica
Vinska Gorica je naselje v Občini Dobrna.

## Prebivalstvo
Etnična sestava 1991:
- Slovenci: 131 (99,2 %)
- Neznano: 1